# 徐薫
徐薫（ソ・フン、朝鮮語: 서훈、1954年12月6日 - ）は、韓国の行政官、外交官、情報機関職員。文在寅政権において大統領府国家安保室長（長官級職位）を務めた。
2017年に第19代韓国大統領に当選した文在寅から国家情報院院長に指名された。そののち、2020年7月の人事更新により、前任の鄭義溶に代わり、国家安保室長に就任。

## 経歴

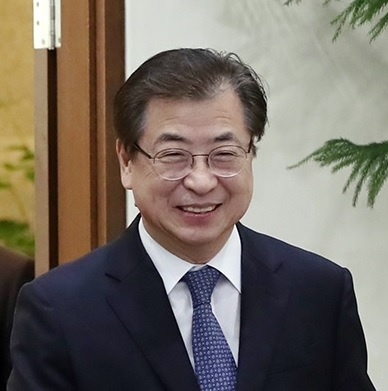
2018年南北首脳会談の実務者会議にて。当時は韓国国家情報院長。

1954年にソウルで生まれ、ソウル大学卒業後、米国ジョンズ・ホプキンス大学国際関係大学院修士、東国大学校政治学博士などを取得。 1980年国家安全企画部に入庁し、2008年3月退職時まで国家情報院に勤務した。盧武鉉政権の国家情報院の対北朝鮮戦略室長を経て、第3次長を務めた。 2017年文在寅政権の国家情報院長（第13代）に任命。
2020年6月16日、北朝鮮が開城工業団地内の南北共同連絡事務所の爆破を行ったことにより、南北関係の悪化が懸念されることとなった。それを受け、大統領府が外交安保関係人事の一新を図ったため、2020年7月3日の発表により、国家情報院院長を退任、前任の鄭義溶に代わり、大統領府国家安保室長に就任した。
2000年南北首脳会談と、2007年南北首脳会談など二度の南北首脳会談を水面下で主導した対北朝鮮専門家である。また、金正日朝鮮民主主義人民共和国国防委員長と（朝鮮労働党総書記）、韓国で最も多く対面した人物とされる。
2018年の南北首脳会談でも重要な役割を果たした。国家情報院と朝鮮労働党統一戦線部の間に設置されたホットラインを介して水面下の接触を続けながら、北朝鮮の2018年の平昌オリンピック参加と、北側の高位級代表団と韓国の対北特使団訪問などを実現させた。
2020年8月22日、韓国を訪問した中国の楊潔篪（中国共産党外交担当政治局員）と釜山市で会談、習近平（中国共産党総書記）の早期訪韓などを取りまとめた。

2022年12月3日、2020年に黄海上で起きた北朝鮮軍による男性公務員の射殺事件に絡み、南北融和を重視する文在寅政権の意向にそぐわない情報を握りつぶしたとして、職権乱用などの疑いで逮捕された。9日に起訴された。2023年2月28日、2019年に北朝鮮の船員2人を亡命の意思に反して強制送還したとして、文在寅政権時代の他の高官3人と共に職権乱用の罪などで起訴された。
2025年2月19日、北朝鮮の船員の強制送還について、ソウル中央地裁から職権乱用の罪で懲役10月の宣告猶予判決を言い渡された。他の3人についても宣告猶予とされた。2年間、別の事件で有罪判決を受けなければ、刑事罰を免れるだけでなく有罪判決自体が消滅する。